# Boiuna

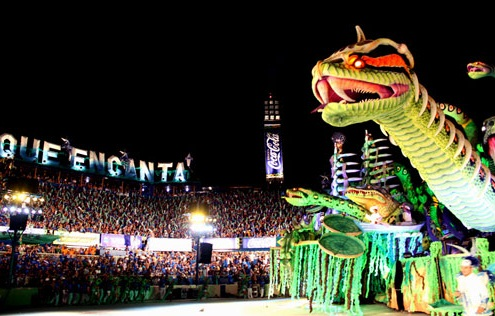
Illustration av Boiuna vid en festival

Boiuna är en flodgudinna hos indianerna i Amazonas i Brasilien.
Boiuna framställs som en jättelik orm med självlysande ögon. Hennes trolldomskraft är mycket fruktad.